# Демеев, Жансултан Демеевич
Жансултан Демеевич Демеев (каз. Жансұлтан Демейұлы Демеев; 20 августа 1928 года, село Борис-Романка, Костанайский район Костанайской области) — Герой Социалистического Труда (1956), передовик сельского хозяйства, механизатор, учитель-наставник. Лауреат Государственной премии Казахской ССР (1975).

## Трудовой путь
- Трудовую деятельность начал в 1942 году.
- В 1952 году вступил в КПСС.
- В 1945-1955 годах комбайнер Александровской МТС Костанайского района.
- В 1955-1981 гг. комбайнер в совхозе Павловка, организованном целинниками.
- В 1956 году впервые раз на 4 агрегатах намолочено 21 тыс. ц зерна. Вместе с Сартаем Тыныбаевым выступил с призывом к комбайнёрам Кустанайской области «Ни колоска на стерне, ни зёрнышка в соломе»[2]. Механизаторы широко поддержали инициативу Демеева.
- Как педагог-наставник передавал опыт, обучал, подготовил сотни механизаторов, сформировавших целые династии механизаторов, собиравших гигантские урожаи.
- Депутат Верховного СССР 5-го созыва.

## Трудовые награды
- Орден Ленина
- Герой Социалистического Труда (1956)
- Лауреат Государственной премии Казахской ССР (1975)
- Медали